# Joseph Jenkins Roberts
Joseph Jenkins Roberts (15 de marzo de 1809 - 24 de febrero de 1876) fue un liberto afroestadounidense que fungió como el primer presidente de Liberia en dos mandatos no constitucionales (1848–1856, 1872–1876).
Roberts nació como un hombre libre, de ascendencia mixta africana y europea, y creció en Norfolk, Virginia, en los Estados Unidos. Estudió en la Norfolk Academy y en la Maury High School. Se trasladó a Petersburg, Virginia, donde trabajó en el negocio de barcos de su familia.
En 1829, su familia se trasladó a Liberia y estableció una tienda comercial en Monrovia. En 1839, Roberts se convirtió en el teniente gobernador de Liberia y más tarde, en su gobernador (1841–1848). Se le conoce como el padre de Liberia y ayudó a que Liberia consiguiera su independencia en 1847, y se convirtió en el primer presidente de Liberia.
Roberts inicialmente dejó el cargo en 1856. Sin embargo en 1871, el presidente Edward J. Roye fue depuesto en un golpe de Estado por partes leales al Partido Republicano basándose en que estaba planeando cancelar las cercanas elecciones. Roberts, uno de los líderes del Partido Republicano, ganó las siguientes elecciones presidenciales y así volvió al cargo. Sirvió hasta 1876, aunque estuvo incapacitado por enfermedad desde 1875 hasta su muerte el año siguiente. 
| Predecesor: Puesto creado James Skivring Smith | Presidente de Liberia 1848 - 1856 1872 - 1876 | Sucesor: Stephen Allen Benson James Spriggs Payne |